# Bass Lake, Kalifornien
Bass Lake är en ort i Madera County i delstaten Kalifornien, USA.